# Княжество Севежское
Севежское княжество (пол. Księstwo siewierskie, нем. Herzogtum Siewierz) — одно из силезских княжеств со столицей в Севеже.

## История
После распада Польского королевства по завещанию Болеслава III Кривоустого в 1138 году Севеж с окрестостями отошел к сеньориальному уделу и области Малая Польша. В 1177 году князь-принцепс Польши Казимир II Справедливый передал их ратиборскому князю Мешко I Плясоногому, после чего Севеж стал считаться частью Силезии.
Севеж входил в состав Опольско-ратиборского княжества до его раздела в 1281/1282 году, после чего при последующем разделе Опольского княжества в 1284 году стал частью Бытомского княжества. В 1312 году сыновья князя Казимира II Бытомского разделили отцовское наследство. Севеж впервые был выделен в отдельное княжество и достался младшему из сыновей Казимира II, Мешко Бытомскому. Мешко правил в своем княжество только номинально, поскольку он делал весьма успешную духовную карьеру в Венгрии. Получив в 1328 году сан епископа Нитры, Мешко окончательно отказался от Севежского княжества в пользу своего брата Владислава Бытомского, который в 1337 году продал его князю Казимиру I Цешинскому.
Цешинские князья владели Севежем до 1443 года, когда князь Вацлав I Цешинский с согласия своих братьев-соправителей продал Севежское княжество за  
6 тысяч гривен епископу краковскому Збигневу Олесницкому. Эта сделка вовлекла князя цешинского в конфликт с князем глогувско-прудницким Болеславом V Гуситом, твердым сторонником гуситов и противником католической церкви. Конфликт с Болеславом V удалось завершить только 1 июля 1457 года, когда Вацлав Цешинский заключил соглашение с Польским королевством. После этого Севежское княжество перестало считаться частью Силезии и вошло в состав земель Польского королевства, а Севежский замок стал резиденцией краковских епископов.
Епископы Кракова владели Севежем и именовались князьями севежскими до 1790 года, когда Четырёхлетний сейм включил Севежское княжество в состав Речи Посполитой как часть Малопольской провинции. В 1795 году после Третьего раздела Речи Посполитой Севеж был аннексирован Прусским королевством и вошел в состав прусской провинции Новая Силезия. В 1807 году французский император Наполеон Бонапарт выделил Севежское княжество из состава вассального Варшавского герцогства и подарил его своему маршалу Жану Ланну, герцогу де Монтебелло. В 1815 году княжество было окончательно ликвидировано и включено в состав Царства Польского.

## Князья Севежа
| #                                                             | Имя (годы жизни)                                       | Родители                                | Годы правления      | Примечания |
| ------------------------------------------------------------- | ------------------------------------------------------ | --------------------------------------- | ------------------- | --- |
| 1                                                             | Мешко Бытомский (1295/1305 — 4 апреля/10 августа 1344) | Казимир II Бытомский Елена              | 1312–1328           | епископ Нитранский (с 1328 по 1344 год), епископ Веспремский (с 1334 по 1344 год) |
| 2                                                             | Владислав Бытомский (1277/1283 — до 8 сентября 1352)   | Казимир II Бытомский Елена              | 1328–1337           | князь Бытомский (с 1316 по 1352 год), князь Козленский (с 1303 по 1334 год) |
| 3                                                             | Казимир I Цешинский (1280/1290 — 1358)                 | Мешко I Цешинский Неизвестная           | 1337–1358           | князь Цешинский (с 1314/1315 по 1358 год), князь Бытомский (с 1357 по 1358 год, половина княжества) |
| 4                                                             | Пшемыслав I Носак (1332/1336 — 23 августа 1410)        | Казимир I Цешинский Евфимия Мазовецкая  | 1358–1359 1368–1405 | князь Севежский (c 1358 по 1359 и с 1368 по 1410 год), князь Цешинский (с 1358 по 1410 год), князь Бытомский (с 1357 по 1405 год, половина княжества), князь Глогувский (с 1384 по 1404 и с 1406 по 1410 год, половина княжества), князь Сцинавский (с 1384 по 1404 и с 1406 по 1410 год, половина княжества) |
| 5                                                             | Болеслав II Малый (1309/1312 — 28 июля 1368)           | Бернард Свидницкий Кунигунда Польская   | 1359–1368           | князь Яворский (с 1346 по 1368 год), князь Львувецкий (с 1346 по 1368 год), князь Свидницкий (с 1326 по 1368 год), князь Бжегский (с 1358 по 1368 год), князь Глогувский (с 1361 по 1368 год), князь Сцинавский (с 1365 по 1368 год)                                                                          |
| 6                                                             | Болеслав I Цешинский (после 1363 — 6 мая 1431)         | Пшемыслав I Носак Елизавета Бытомская   | 1405–1431           | князь Бытомский (с 1405 по 1431 год, половина княжества), князь Цешинский (с 1410 по 1431 год), князь Глогувский (с 1410 по 1431 год, половина княжества), князь Сцинавский (с 1410 по 1431 год, половина княжества), генеральный староста Силезии (с 1497 по 1504 и с 1507 по 1517 год)                      |
| 7                                                             | Вацлав I Цешинский (1413/1416 — 1474)                  | Болеслав I Цешинский Евфимия Мазовецкая | 1431–1443           | князь Цешинский (с 1431 по 1468 год), князь Бытомский (с 1431 по 1452 и с 1452 по 1459 год, половина княжества), князь Глогувский (с 1431 по 1442 год, половина княжества), князь Сцинавский (с 1431 по 1442 год, половина княжества)                                                                         |
| 8                                                             | Владислав Глогувский (ок. 1420 — ок. 14 февраля 1460)  | Болеслав I Цешинский Евфимия Мазовецкая | 1431–1442           | князь Цешинский (с 1431 по 1442 год), князь Бытомский (с 1431 по 1442 год, половина княжества), князь Глогувский (с 1431 по 1460 год, половина княжества), князь Сцинавский (с 1431 по 1460 год, половина княжества)                                                                                          |
| 9                                                             | Пшемыслав II Цешинский (ок. 1420 — 18 марта 1477)      | Болеслав I Цешинский Евфимия Мазовецкая | 1431–1442           | князь Цешинский (c 1431 по 1442 год и с 1468 по 1477 год), князь Бытомский (с 1431 по 1442 год, половина княжества), князь Глогувский (с 1431 по 1442 и с 1460 по 1476 год, половина княжества), князь Сцинавский (с 1431 по 1442 и с 1460 по 1476 год, половина княжества)                                   |
| 10                                                            | Болеслав II Цешинский (ок. 1428 — 4 октября 1452)      | Болеслав I Цешинский Евфимия Мазовецкая | 1431–1442           | князь Цешинский (c 1431 по 1442 год), князь Бытомский (с 1431 по 1442 и в 1452 году, половина княжества), князь Глогувский (с 1431 по 1442 год, половина княжества), князь Сцинавский (с 1431 по 1442 год, половина княжества)                                                                                |
| В 1443 году продано епископу Краковскому Збигневу Олесницкому |                                                        |                                         |                     | |

## Епископы Кракова – князья Севежские
- кардинал Збигнев Олесницкий (1443—1455);
- епископ Томаш Стшемпинский (1455—1460);
- епископ Якуб ди Сиенно (1461—1463);
- епископ Ян Грушиньский (1463—1464);
- епископ Ян Лютек (1464—1471);
- епископ Ян Пжежавский (1471—1488);
- кардинал Фредерик Ягеллон (1488—1503);
- епископ Ян Конарский (1503—1524);
- епископ Пётр Томицкий (1524—1535);
- епископ Ян Латальский (1536—1537);
- епископ Ян Хоеньский (4 июля 1537—1538);
- епископ Пётр Гамрат (6.10.1538 — 27.08.1545);
- епископ Самуил Мацеёвский (19.04.1546 — 1550);
- епископ Анджей Зебжидовский (1551 — 23.05.1560);
- епископ Филип Падневский (1560—1572);
- епископ Францишек Красиньский (2.06.1572 — 16.03.1577);
- епископ Пётр Мышковский (5.07.1577 — 1591);
- кардинал Ежи Радзивилл (9.08.1591 — 21.01.1600);
- кардинал Бернард Мациевский (23.05.1600 — 31.07.1606);
- епископ Пётр Тылицкий (1607—13.07.1616);
- епископ Мартин Шишковский (17.10.1616 — 30.04.1630);
- епископ Анджей Липский (2.12.1630 — 4.09.1631);
- кардинал Ян Ольбрахт Васа (20.11.1632 — 29.12.1634);
- епископ Якуб Задзик (1635—1642);
- епископ Пётр Гембицкий (1642—1657);
- епископ Анджей Тшебицкий (1658—1679);
- епископ Ян Малаховский (12.05.1681 — 20.08.1699);
- епископ Станислав Казимеж Домбский (1700);
- епископ Ежи Денхофф (1701—1702);
- епископ Казимеж Лубеньский (10.05.1710 — 11.05.1719);
- епископ Фелициан Шенявский (3.07.1720 — 2.07.1732);
- кардинал Ян Александер Липский (19 декабря 1732 — 20 февраля 1746);
- епископ Анджей Станислав Залуский (12.03.1746 — 16.12.1758);
- епископ Каетан Солтык (12.02.1759 — 30.07.1788);
- епископ Феликс Павел Турский (20.11.1788 — 1790).